# 北康韋 (新罕布什爾州)
北康韋（英語：North Conway）是位於美國新罕布什爾州卡羅爾縣的普查規定居民點。

## 人口
根據2020年美國人口普查的數據，北康韋的面積為18.02平方千米，當中陸地面積為17.65平方千米，而水域面積為0.37平方千米。當地共有人口2116人，而人口密度為每平方千米117.43人。